# 新潟市南区区バス
新潟市南区区バス（にいがたしみなみく・くバス）は、新潟県新潟市南区（旧白根市、味方村、月潟村）で運行されているコミュニティバス（区バス）。愛称は「レインボーバス」。

## 概要・歴史

### 運行開始に至るまで
当時の白根市は1999年4月の新潟交通電車線廃止以降、新潟市近郊の人口3万人以上の市町村では唯一、軌道系の公共交通を持たない自治体となった（電車線は厳密には白根市域を経由しておらず、中ノ口川対岸の味方村などを経由していた）。このため、電車線廃止後の公共交通は新潟交通が運行する路線バスと高速バス（いずれも2002年に新潟交通西に移管。2007年からは新潟交通観光バス）、そしてタクシーのみとなった。
その一方、日常の交通手段を自家用車に依存する比率は年々高まりつつあり、さらに国道8号沿線では1970年代以降住宅地の開発が相次いだことから、これら幹線道路の渋滞・速度低下などが深刻化しつつあった。こうした背景から、旧白根市は市内外の公共交通についての指針を示した『白根市公共交通活性化構想』を2003年8月に策定した。また、新潟交通西は採算性が著しく低下した潟東営業所管内のローカル路線の多数を廃止する方針を打ち出した。

### 「循環バス」運行開始

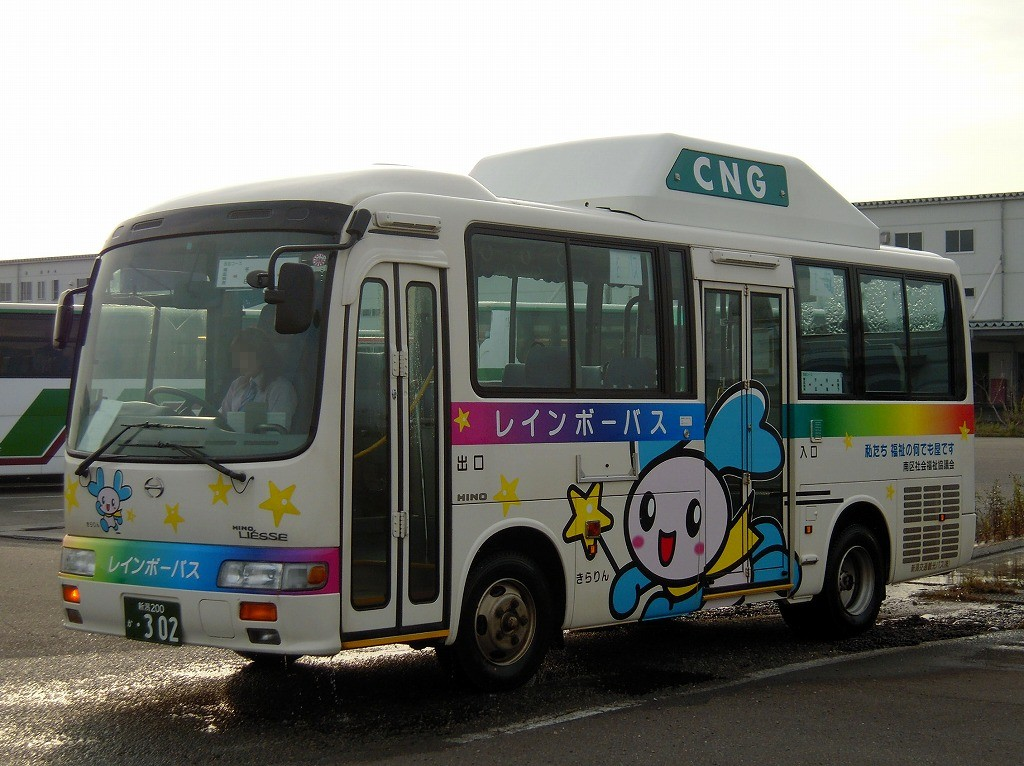
CNG車両

先の構想に沿って、市は中心部を起点に市域を循環し、公共交通を補完する目的でコミュニティバスの社会実験を実施する事を決定。白根市が事業主体となって新潟交通西に運行を委託する「21条バス」として2年間の試験運行実施が決まり、2004年12月16日に白根市循環バス（しろねし・じゅんかんバス）として運行を開始した。白根市内のうち公共交通の空白域や著しく不便な地域を循環する路線網が構築された他、それまで白根中心部から市東部の大郷・鷲巻地区を経由して新潟市黒埼地区中心部の大野町（現西区大野町）まで運行されていた新潟交通西の路線バスを廃止し、ほぼ同じ運行ルートを循環バスの路線網に組み込んだ。
運行には、市が新規に購入した日野・リエッセの圧縮天然ガス (CNG) 改造車が充てられ（検査日などには一般の小型車両が代替して運用に充当される）、運行・管理は新潟交通西潟東営業所が受託。運賃は全区間均一で大人100円、子供50円（小学生未満は無料）に設定された。

### 「区バス」への移行
2005年3月21日、白根市が新潟市に編入合併したのに伴い、事業名は白根地区循環バス（しろねちくじゅんかんバス）に改称され、引き続き新潟市（白根支所）が運営を、運行業務を新潟交通西が受託して行うこととなった。
2006年5月1日からは、翌2007年4月1日の政令指定都市移行を視野に入れた上で、同じ行政区に属する味方地区・月潟地区への路線も設けられ、路線網はほぼ現在に近いものとなった。
2007年4月の政令市移行に伴い、循環バスは南区の「区バス」として運行されることとなり、一般公募により愛称「レインボーバス」が付与された（車両に七色のグラデーションラインが塗装されていることに因んでいる）。新潟市の区バスは中央区を除く7区で運行されており、運賃は200円均一か対キロ区間制となっているが、南区については「循環バスの運賃は100円で定着している」として、従来通り100円均一のまま据え置かれた。なお、引き続き新潟交通西が業務を受託することが内定していたが、4月1日付で新潟交通の地域子会社3社が合併、存続会社が新潟交通観光バスとなったため、実際には同社の受託となっている。

### 東部コースの新設
また同年9月から2008年3月下旬まで、白根地区南部の茨曽根・庄瀬地域から、東隣の南蒲原郡田上町にある信越本線の田上駅に至る路線（東部コース）の社会実験が行われた。同地域は白根中心部から加茂市や燕市に至る一般バス路線が設けられているものの運行本数は少なく、また新潟市中心部へ直接至る公共交通もない。このため同地区に在住し市内中心部や三条市方面へ通学する高校生は、白根中心部や田上駅などへ自家用車の送迎を必要としており、家庭内での負担増加が問題視されていた。区バスは「輸送業務を同一区内で完結すること」を基本方針としている（但し、隣接行政区の交通拠点へ乗り入れるケースはある）ため、これまで市域外へ乗り入れるケースはなかったが、交通空白域の利用者を最寄りの交通拠点へ誘導するため、特例として市域外への路線を設置することになった。
9月から12月まで実施された第1期実験ではまず、1日あたり茨曽根発朝1本、田上発夕方2本（計上下3本）を運行。2008年1月から3月まで実施された第2期実験では、田上駅での接続利便性を考慮して朝の茨曽根発を1本増発し（計2往復）、朝時間帯の適切な運行時間帯の検討が行われた。この2度の実験内容と利用状況などを踏まえた上で運行体制の検討を進め、2008年4月の同年度ダイヤから「東部コース」として正式路線化された。現行ダイヤでは茨曽根発田上駅行が朝1本、田上駅発茨曽根行が夕方2本の計上下3本を平日に限り運行、土曜・休日と学休日は全便運休となる。なお平日朝の茨曽根発は12月から2月の間、冬季の路面状態を考慮して5分早発となる。
また同月のダイヤ改正から、大野町地内の運行経路が異なっていた「北部コース」3路線の経路が統一化され、北部第1コースも北陸自動車道の鳥原バスストップへ乗り入れるようになった。3路線とも大野町地内は一方向循環となっており、白根方面から大野仲町→黒埼市民会館前→鳥原バスストップ→黒埼出張所前の順に停車した後、再び白根方面へ向かっている。

### 運賃値上げへ
2008年度（4～12月）の運行実績では、前述の「東部コース」が1便あたりの平均利用者数が8.1人、収支率が54.5%、新潟市立白根小学校へのスクールバスを兼ねる「三ケ字コース」が10.7人、61.7%と突出した利用率を確保した。しかし他の5路線の収支率は10～15%と低調だったことから区内全体の収支率も15%程度と芳しくなく、市が定める存続条件の「30%」に満たなかった。前者2路線は運行距離が10kmに満たないことが高収支率に結びついている。一方、運行距離が40km前後に及ぶ後者5路線も前者同様、平均利用者は10人前後で一定の数は確保していた。その他のデータなどにより、運賃が他区と比較して安価に設定されている点が収支率の伸び悩みに大きく影響していることが判明した。
そこで南区は2009年1月26日に行った2008年度の「新潟市地域公共交通会議 南区分科会」で、運賃体系の見直しを決定。大人運賃を他区同様、倍額の200円に値上げすることになった。しかし中・高校生は別途運賃を設定することとし、100円のまま据え置かれた。また、特に利用率が低い味方地区方面の運行本数を削減することも決定した。

## 運行現況

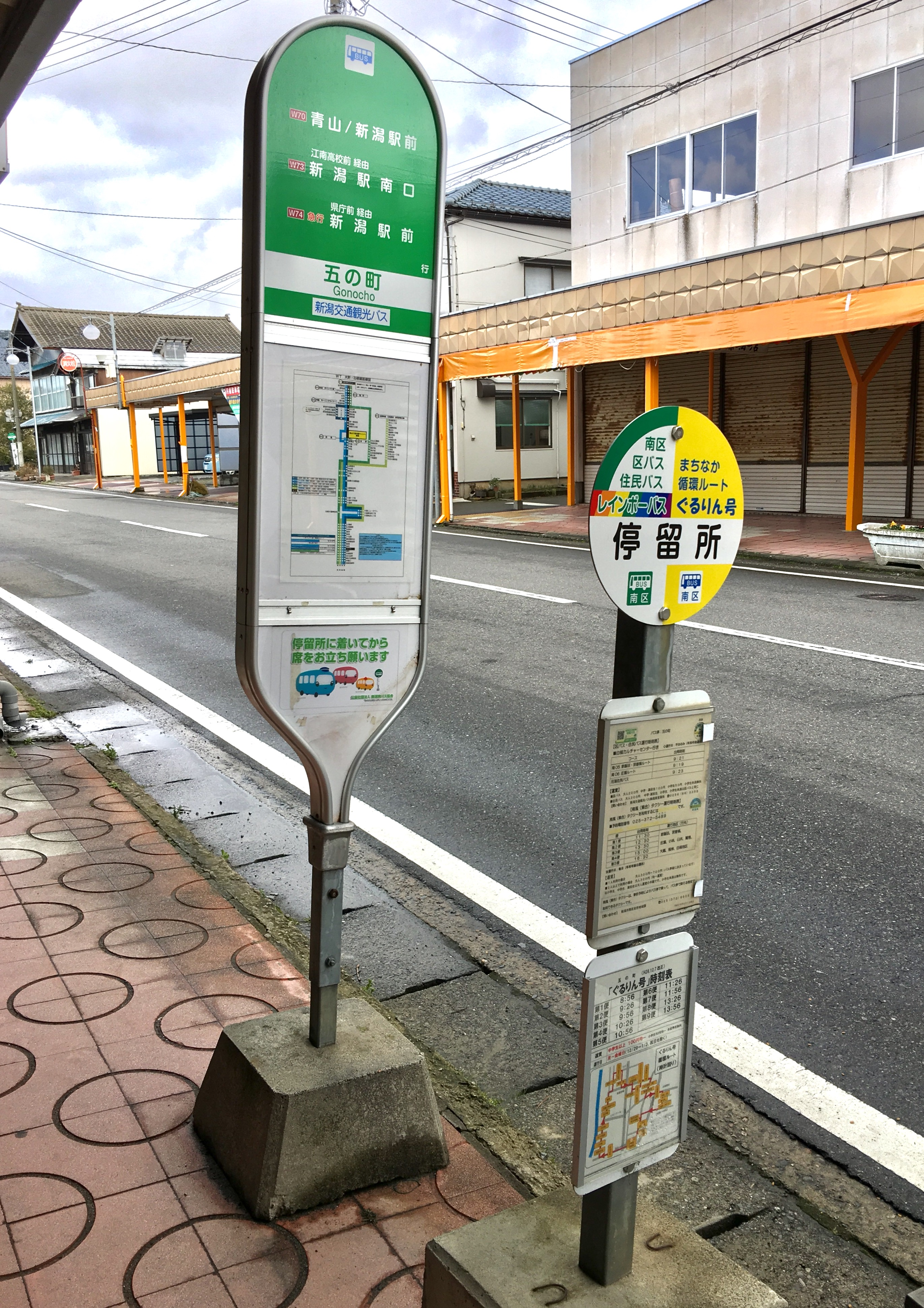
レインボーバスのバス停（手前）。「ぐるりん号」と一体型になっている（2017年3月）

特記のない限り、以下に述べる情報は2017年4月時点でのもの。詳細は以下の外部リンクを参照。
- 「南区の公共交通情報」

### 運行主体
- 新潟市 南区

### 運行事業体
- 2017年度まで：新潟交通観光バス 潟東営業所
- 2018年度より：アイ・ケーアライアンス（泉観光バス 子会社）

### 運行ルート
土日・祝日および年末年始は全便運休。
■ 北部ルート
白根カルチャーセンター－南区役所－根岸－大通－鷲巻
※白根→鷲巻2本、鷲巻→白根1本運行
※これに加えて朝時間帯に三ツ屋→三ケ字→南区役所の1便が運行される日がある
■ 大鷲ルート
白根カルチャーセンター－南区役所－古川－鷲巻－大郷－下赤渋
※1往復運行
■ 白根・さつき野駅ルート
（白根カルチャーセンター－）南区役所－根岸－大通－鷲巻－大郷－さつき野駅
※南区役所→さつき野駅1本、さつき野駅→南区役所2本、さつき野駅→白根カルチャーセンター1本運行
■ 新飯田・茨曽根ルート
白根カルチャーセンター－南区役所－茨曽根－新飯田－上新田
※1往復運行
■ 庄瀬ルート
白根カルチャーセンター－南区役所－庄瀬－兎新田
※1往復運行
■ 東部ルート
田上駅－庄瀬－茨曽根－新飯田
※田上駅→新飯田2本、新飯田→田上駅1本運行
■ 月潟住民バス
白根学習館－南区役所－月潟－木滑
※1往復運行

### 運賃など
運賃は区間均一で、大人200円（月潟住民バスは300円）、中高生100円、小学生50円、小学生未満無料である。